# Philip Glass Ensemble
Het Philip Glass Ensemble is een muziekgroep, opgericht door componist Philip Glass in 1968 als middel om zijn experimentele minimalistische muziek uit te kunnen voeren. De instrumentatie van het Ensemble werd een kenmerk aan het begin van de minimalistische stijl van Glass. Glass schreef hij zijn eerste opera Einstein on the Beach voor het Ensemble in 1976. Daarna componeerde hij vaker voor andere instrumenten, maar hij grijpt nog regelmatig terug op de instrumentatie voor het ensemble.
Terwijl de instrumentatie van het Ensemble varieerde in de loop van de jaren, heeft het over het algemeen bestaan uit versterkte houtblazers (meestal saxofoons, fluiten en basklarinet) keyboard synthesizers, en solo sopraan stem (gezongen in Solfège). Het Philip Glass Ensemble blijft uitvoeren en opnemen, onder de muzikale leiding van toetsenist Michael Riesman.
In 2011 gaven leden van het ensemble een reeks van concerten in een installatie in het Museum van Moderne Kunst in de Tempel van Dendur tentoonstelling. De groep blijft over de hele wereld optreden en steeds Glass' werk presenteren. Van 2012 tot eind 2015 heeft het ensemble, samen met veel andere artiesten, een revival van Einstein on the Beach gespeeld, met de première in Montpellier in 2012. De productie is opgevoerd in Londen, Reggio Emilia, Toronto, Brooklyn, Berkeley, Parijs, Amsterdam, Los Angeles en andere internationale steden. De hernieuwde productie van EoB had zijn laatste uitvoering in Zuid-Korea in oktober 2015.
In 2013 is het ensemble begonnen om Glass' opera "La Belle et la Bête" op te voeren. De opera is gekoppeld aan beelden uit de Jean Cocteau-film uit 1946, met de hulp van vier vocalisten. Begin september 2014 trad het ensemble op met Steve Reich en Musicians in het Brooklyn Academy of Music's "Next Wave Festival." Het was voor het eerst in meer dan dertig jaar dat Glass en Reich samen op een podium stonden.

## Leden
- Michael Riesman, keyboards
- Philip Glass, keyboards
- Jon Gibson, houtblazers
- Dan Dryden, audio engineer
- Eleanor Sandresky, keyboards
- Nelson Padgett, keyboards
- Ted Baker, keyboards
- Lisa Bielawa, stem
- Andrew Sterman, houtblazers
- Mick Rossi, percussie, keyboards
- Frank Cassara, percussie
- Peter Hess, houtblazers
- Dan Bora, audio engineer
- Ryan Kelly, onstage audio engineer

Vocalisten in "La Belle et la Bête":
- Gregory Purnhagen, bariton
- Peter Stewart, bas
- Marie Mascari, sopraan
- Hai-Ting Kin, mezzo-sopraan
- Alexandra Montano, mezzo-sopraan (overleden)
- Janice Felty, mezzo-sopraan (nog steeds actief in de wereld van de opera)
- Anna-Maria Martinez, sopraan (nog steeds actief in de wereld van de opera)

Voormalige Ensemble Leden:
- Stephen Erb, audio engineer (gestopt)
- Martin Goldray, keyboards (gestopt)
- Richard Peck, woodwinds (gestopt)
- Jack Kripl, woodwinds (gestopt)
- Richard Landry, woodwinds (gestopt)
- Joan La Barbara, voice (gestopt)
- Seymour Barab, cello
- Iris Hiskey, voice (gestopt)
- Dora Ohrenstein, voice (gestopt)
- Kurt Munkacsi, audio engineer (nu producer)
- David Crowell, houtblazers

## Films
- 1982 - Koyaanisqatsi. Geregisseerd door Godfrey Reggio.
- 1983 - Philip Glass. Onderdeel van Four American Composers. Geregisseerd door Peter Greenaway.
- 1988 - Powaqqatsi. Geregisseerd door Godfrey Reggio.
- 2002 - Naqoyqatsi. Geregisseerd door Godfrey Reggio.
- 2008 - Glas: A Portrait of Philip in Twelve Parts. Geregisseerd door Scott Hicks.